# Max Yasgur
Max Yasgur (15. prosince 1919 – 9. února 1973) byl americký farmář, na jehož pozemcích se v srpnu 1969 konal legendární hudební festival Woodstock. Na festivalu měl i krátký proslov k publiku. Čtyři roky po tomto festivalu zemřel.

## Příbuzná témata
- Hudební festival Woodstock
- Zažít Woodstock